# Operator całkowicie ciągły
Operator całkowicie ciągły (albo operator Dunforda-Pettisa) – operator liniowy {\displaystyle T:X\to Y} między przestrzeniami Banacha {\displaystyle X} i {\displaystyle Y} o tej własności, że dla każdego słabo zbieżnego ciągu {\displaystyle (x_{n})_{n=1}^{\infty }} elementów przestrzeni {\displaystyle X} ciąg wartości {\displaystyle (Tx_{n})_{n=1}^{\infty }} jest zbieżny w sensie normy przestrzeni {\displaystyle Y.} Operatorami całkowicie ciągłymi w kontekście przestrzeni ℓ2 i L2 zajmował się David Hilbert (każdy operator całkowicie ciągły na przestrzeni Hilberta jest zwarty). Ogólniejsze ujęcie pochodzi od Frigyesa Riesza i Stefana Banacha.

## Terminologia
W literaturze dotyczącej teorii operatorów na przestrzeniach Hilberta, przez pojęcie operator całkowicie ciągły niektórzy autorzy rozumieją operator zwarty, tj. operator o tej własności, że obrazy zbiorów ograniczonych są relatywnie zwarte. Dla operatorów działających między przestrzeniami Hilberta pojęcia te są równoważne jednak są one istotnie różne w przypadku operatorów działających między ogólniejszymi przestrzeniami Banacha.

## Własności
- Każdy operator całkowicie ciągły jest ograniczony oraz odwzorowuje słabe ciągi Cauchy’ego w ciągi zbieżne w sensie normy[6]. Istotnie, niech {\displaystyle T:X\to Y} będzie całkowicie ciągłym operatorem liniowym między przestrzeniami Banacha. Ponadto, niech {\displaystyle (x_{n})_{n=1}^{\infty }} będzie słabym ciągiem Cauchy’ego w {\displaystyle X,} który nie jest zbieżny w normie. Istnieją wówczas {\displaystyle \delta >0} oraz ściśle rosnące ciągi liczb naturalnych {\displaystyle (n_{k})_{k=1}^{\infty },(m_{k})_{n=1}^{\infty }} o tej własności, że dla wszystkich {\displaystyle k} zachodzi

|  |  | {\displaystyle {}\,\,{}\quad \\|Tx_{n_{k}}-Tx_{m_{k}}\\|\geqslant \delta .} |  | (1) |

Z drugiej jednak strony, ciąg {\displaystyle (x_{n_{k}}-x_{m_{k}})_{k=1}^{\infty }} jest słabo zbieżny do zera, a więc z założenia o tym, że T jest całkowicie ciągły wynika, że
{\displaystyle \lim _{k\to \infty }\|Tx_{n_{k}}-Tx_{m_{k}}\|=0;}
co prowadzi do sprzeczności z (1).
- Każdy operator zwarty jest całkowicie ciągły[7]. Istotnie, niech {\displaystyle T:X\to Y} będzie operatorem zwartym między przestrzeniami Banacha. Gdyby {\displaystyle T} nie był całkowicie ciągły, to istniałby taki słabo zbieżny do zera ciąg {\displaystyle (x_{n})_{n=1}^{\infty }} w przestrzeni {\displaystyle X,} że ciąg {\displaystyle (Tx_{n})_{n=1}^{\infty }} nie jest zbieżny do zera. Ze zwartości wynika jednak, że ciąg {\displaystyle (Tx_{n})_{n=1}^{\infty }} ma podciąg zbieżny do pewnego (niezerowego) elementu {\displaystyle y} przestrzeni {\displaystyle Y;} element. Ponieważ ciąg {\displaystyle (x_{n})_{n=1}^{\infty }} jest słabo zbieżny do zera, ze (słabej) ciągłości {\displaystyle T} wynika, że również ciąg {\displaystyle (Tx_{n})_{n=1}^{\infty }} jest słabo zbieżny do zera. Oznacza to, że {\displaystyle y=0;} sprzeczność[7].
- Operator identycznościowy na przestrzeni Banacha jest całkowicie ciągły wtedy i tylko wtedy, gdy przestrzeń ta ma własność Schura.

## Struktura ideału operatorowego
Rodzina {\displaystyle {\mbox{Cc}}} wszystkich operatorów całkowicie ciągłych między dowolnymi przestrzeniami Banacha tworzy ideał operatorowy w sensie Pietscha. W szczególności, rodzina {\displaystyle {\mbox{Cc}}(X)} operatorów całkowicie ciągłych na danej przestrzeni Banacha {\displaystyle X} tworzy domknięty ideał w algebrze wszystkich operatorów ograniczonych na {\displaystyle X.}

## Własność Dunforda-Pettisa
Przestrzeń Banacha {\displaystyle X} ma własność Dunforda-Pettisa (DPP), gdy dla dowolnej przestrzeni Banacha {\displaystyle Y} każdy operator słabo zwarty {\displaystyle T:X\to Y} jest całkowicie ciągły. Żadna nieskończenie wymiarowa przestrzeń refleksywna {\displaystyle X} nie ma własności Dunforda-Pettisa ponieważ każdy operator ograniczony {\displaystyle T} na {\displaystyle X} (w tym identyczność) jest słabo zwarty. Przykładami przestrzeni mającymi własność DPP są przestrzenie ℓ1, L1[0,1] oraz przestrzenie {\displaystyle C(K)} funkcji ciągłych na zwartej przestrzeni Hausdorffa z normą supremum.